# 台灣科技新創基地
台灣科技新創基地為中華民國國家科學及技術委員會推動成立的創新創業基地。2020年9月，TTA開創多元合作，包含YouTube創辦人陳士駿、Mochi Media創辦人徐旭明、吉他英雄創辦人黃忠凱等。。2021年於台南沙崙智慧綠能科學城裡建置南部據點，串連南北新創資源。TTA並引領新創團隊至不同國家參展。

## 外部連結
- Taiwan Tech Arena Facebook